# Opinio RTBF
 (octobre 2021).
Si vous disposez d'ouvrages ou d'articles de référence ou si vous connaissez des sites web de qualité traitant du thème abordé ici, merci de compléter l'article en donnant les références utiles à sa vérifiabilité et en les liant à la section « Notes et références ».
Opinio RTBF est une application tout public belge développée par la RTBF qui sonde la population à des questions de société. 
Elle est fortement utilisée dans l'émission QR RTBF présentée par Sacha Daout et diffusée en temps normal sur la Une les lundis, mardi et mercredi soir,.